# Borure d'osmium

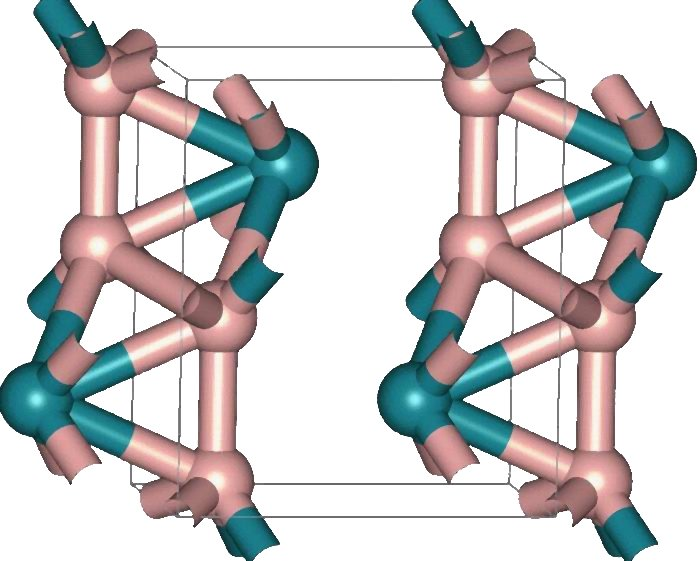
Structure du OsB_{2} orthorhombique. Les atomes verts représentent l'osmium, les rose le bore

Les borures d'osmium sont les composés inorganiques de l'osmium et du bore. On en connaît trois : OsB, Os2B3 et OsB2. Ils sont remarquables pour leur dureté élevée : la combinaison de la forte densité d'électron de l'osmium et de la force des liaisons covalentes bore-osmium les rapproche de la catégorie des matériaux superdurs, l'appartenance n'ayant pas encore été prouvée. Par exemple, OsB2 est dur (dureté comparable à celle du saphir), mais pas superdur.

## Synthèse
Les borures d'osmium sont produits dans le vide ou sous atmosphère inerte, pour prévenir la formation de tétroxyde d'osmium, un composé dangereux. La synthèse se réalise à haute température (~1 000 °C) à partir d'un mélange de MgB2 et de OsCl3.

## Structure
Parmi les trois borures d'osmium, OsB et Os2B3 possèdent une structure hexagonale, similaire à celle du diborure de rhénium. Le diborure d'osmium (OsB2) a lui aussi dans un premier temps été considéré comme ayant une structure hexagonale, mais sa structure a depuis été caractérisée comme  orthorhombique,.